# 9954 Brachiosaurus
9954 Brachiosaurus là một tiểu hành tinh vành đai chính. Nó bay quanh Mặt Trời theo chu kỳ 4.58 năm.
Được phát hiện ngày 8 tháng 4 năm 1991 bởi E. W. Elst, Tên chỉ định của nó là "1991 GX7". It was later renamed "Brachiosaurus" after Brachiosaurus, a large herbivorous dinosaur.